# Gallirallus philippensis

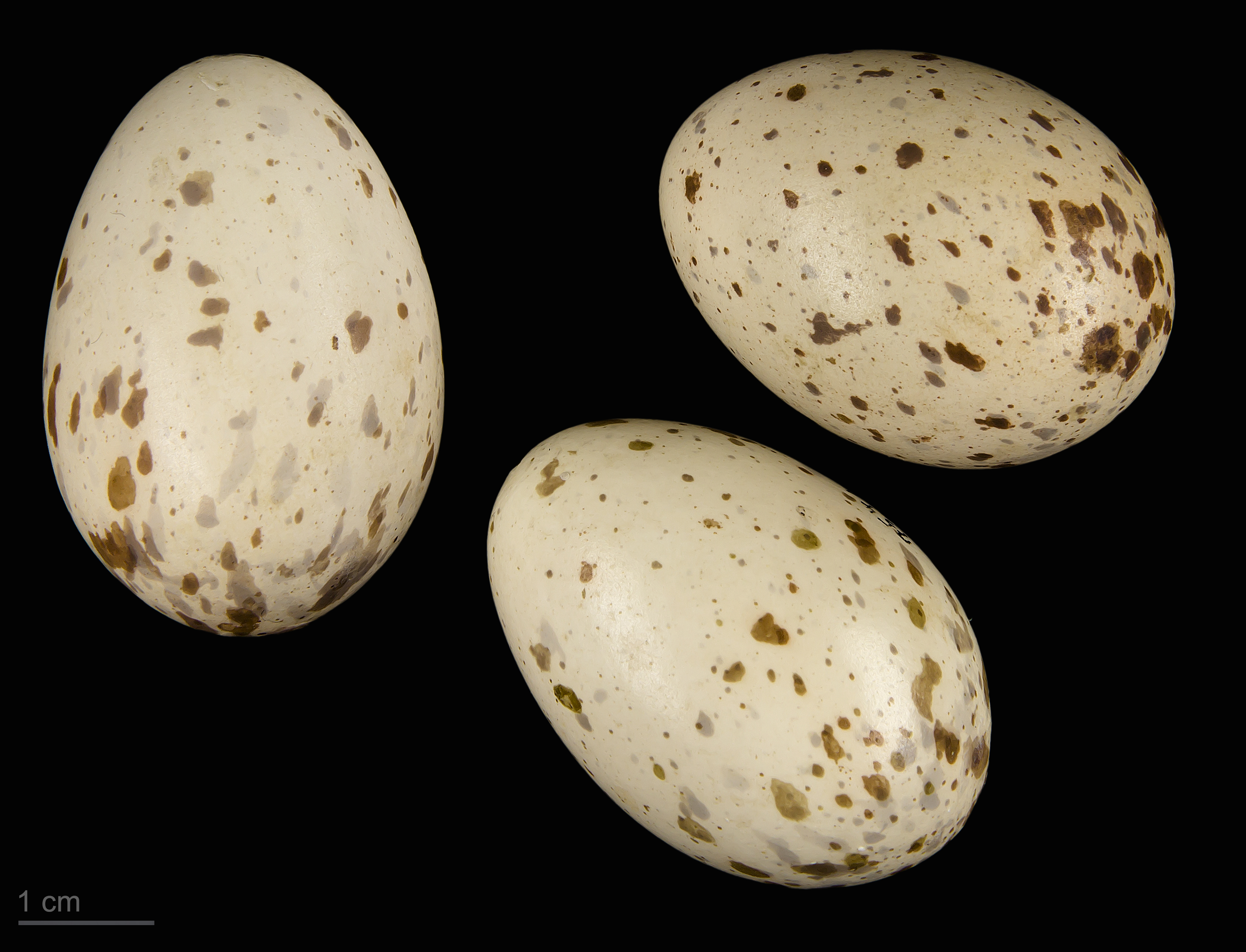
Gallirallus philippensis - MHNT

El rascón filipino o rascón franjeado  (Gallirallus philippensis sin.: Hypotaenidia philippensis) es una especie de ave gruiforme de la familia Rallidae propia de Filipinas, la Wallacea y Oceanía.

## Historia natural
Camuflado entre las hojas y el sotobosque por su plumaje rayado y moteado, abunda en lugares donde la vegetación cubre las orillas o en aguas abiertas, ya sea el mar o un lago de agua dulce, un pantano o una charca en una pradera húmeda. Es siempre cauteloso, pero es menos tímido en sus períodos activos, durante el crepúsculo y por la noche. De día permanece entre la vegetación. Si se le fuerza a moverse, se aleja volando con dificultad con las patas colgando. 
Algunas poblaciones vuelan largas distancias durante la migración, y otras no son migratorias. Se alimenta de insectos y otros invertebrados, pequeños moluscos, semillas y otras partes de las plantas.

## Distribución
Se encuentra ampliamente distribuido por Oceanía y la región más oriental del Sudeste asiático. Se extiende desde Filipinas por la Wallacea y casi todas las islas de Melanesia, llegando hasta las regiones costeras de Australia y el norte de Nueva Zelanda.

## Subespecies
Se conocen 23 subespecies de  Gallirallus philippensis:
- Gallirallus philippensis admiralitatis (Stresemann, 1929), Islas del Almirantazgo.
- Gallirallus philippensis anachoretae (Mayr, 1949), Papúa Nueva Guinea.
- Gallirallus philippensis andrewsi (Mathews, 1911), Islas Cocos.
- Gallirallus philippensis assimilis
- Gallirallus philippensis christophori
- Gallirallus philippensis ecaudatus
- Gallirallus philippensis goodsoni
- Gallirallus philippensis lacustris
- Gallirallus philippensis lesouefi
- Gallirallus philippensis macquariensis
- Gallirallus philippensis mellori
- Gallirallus philippensis meyeri
- Gallirallus philippensis pelewensis(Mayr, 1933), Palaos.
- Gallirallus philippensis philippensis(Linnaeus, 1766), Batan, Cebú, Luzón, Mindanao, Mindoro, Olango y Samar.
- Gallirallus philippensis praedo(Mayr, 1949), Islas del Almirantazgo e Islas Skoki.
- Gallirallus philippensis reductus(Mayr, 1938), al norte de Nueva Guinea.
- Gallirallus philippensis sethsmithi(Mathews, 1911), Vanuatu, Fiyi.
- Gallirallus philippensis swindellsi(Mathews, 1911), Nueva Caledonia e Islas de la Lealtad.
- Gallirallus philippensis tounelieri
- Gallirallus philippensis wahgiensis(Mayr & Gilliard, 1951),llanuras centrales de Nueva Guinea.
- Gallirallus philippensis wilkinsoni(Mathews, 1911), Isla de Flores.
- Gallirallus philippensis xerophilus (Bemmel & Hoogerwerf, 1940), Indonesia.